# Tourrettes
Tourrettes (okz. Torretas) ist eine französische Gemeinde mit 2.920 Einwohnern (Stand 1. Januar 2022) im Département Var in der Region Provence-Alpes-Côte d’Azur. Sie gehört zum Kanton Roquebrune-sur-Argens im Arrondissement Draguignan.

## Geografie
Tourrettes liegt auf einer leicht erhöhten Ebene im Zentrum des Departements Var und des Arrondissements Draguignan. Der Ort ist mit der Nachbargemeinde Fayence zusammengewachsen. Durch die fruchtbare Ebene um die Gemeinden fließt der Riou Blanc, in den etwas später der Chautard einmündet. Nördlich und südlich der Gemeinde erheben sich niedere, bewaldete Hügel auf 400 bis 500 m, die nach Süden hin von zahlreichen Tälern unterbrochen werden.

## Geschichte
Das Gebiet um die heutige Gemeinde Tourrettes war bereits in vorgeschichtlicher Zeit besiedelt. Die restaurierten Dolmen de La Verrerie-Vieille sind Zeugen dieser Vergangenheit wie unweit davon gefundene Menhire, die als Decksteine dienten.
Spuren hinterließ auch die römische Besatzung. Bei La Grande-Bastide wurden Überreste einer römischen Grabstätte und möglicherweise einer gallorömischen Villa entdeckt.
Die Siedlung, auf die die heutige Gemeinde zurückgeht, wurde erstmals im Jahr 1043 als Torretas urkundlich erwähnt. Durch Heirat ging die Herrschaft an die Familie Villeneuve de Tourrettes über, die sie von 1331 bis 1830 ausübten.  Das alte Schloss der Herren von Puybresson und von Castelet de Valnasque, das im 13. Jahrhundert Erwähnung fand, wurde noch im Mittelalter niedergerissen. Im Jahr 1591 wurde das neuere Schloss von Tourrettes, dessen Herr aus der Villeneuve-Dynastie ein führender Protestant war, durch die Carcistes, die katholischen Truppen des Jean de Pontevès aus Fayence mit Hilfe Karl Emanuels I. von Savoyen zerstört.

### Bevölkerungsentwicklung
Seit Beginn der 1960er Jahre ist die Bevölkerungszahl in Tourrettes stark gestiegen, da ein starker Zuzug die weitgehend negative Geburtenbilanz deutlich überkompensierte. Einem Geburtendefizit von etwa 200 Menschen im Zeitraum von 1962 bis 1999 steht ein Migrationsgewinn von über 1700 Personen gegenüber.
| Jahr | Einwohner |
| ---- | --------- |
| 1962 | 573       |
| 1968 | 743       |
| 1975 | 897       |
| 1982 | 1067      |
| 1990 | 1375      |
| 1999 | 2180      |
| 2006 | 2551      |
| 2017 | 2884      |

## Kultur und Sehenswürdigkeiten

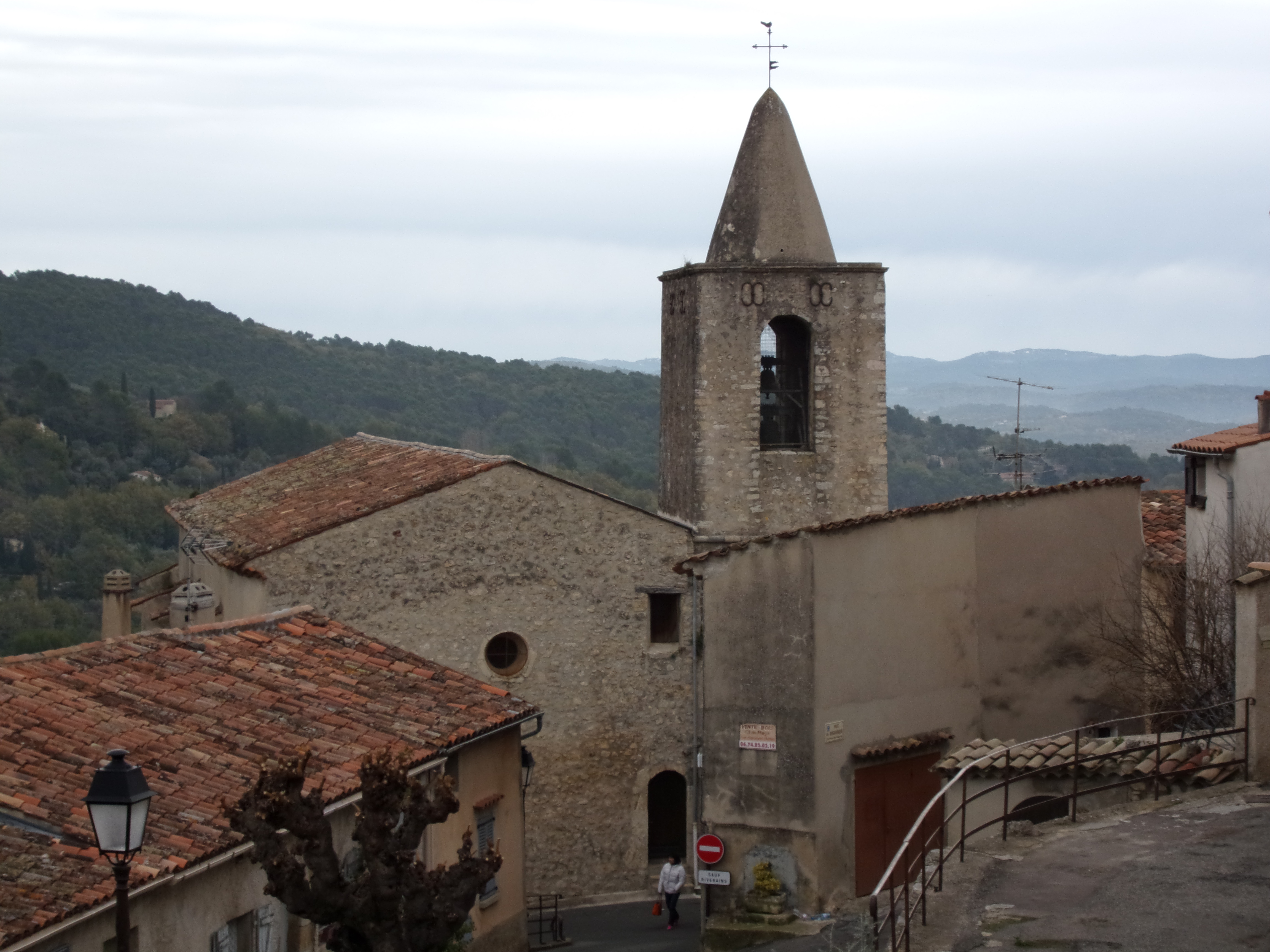
Kirche Saint-André

Der historische Ortskern der Gemeinde wurde auf einem Hügel errichtet, der die Umgebung leicht überragt. Seinen mittelalterlichen Charakter hat der Ort bis heute erhalten.
- Der Uhrenturm mit einem aufgesetzten, schmiedeeisernen Glockenturm ist der letzte erhaltene Rest des ersten von der Familie Villeneuve errichteten Schlosses aus dem 14. Jahrhundert.
- Das Schloss aus dem 16. Jahrhundert in der Mitte des Ortes ist heute ein Erholungsheim.
- Das Schloss Chateau du Puy wurde 1830 durch General Fabre errichtet.
- Die Überreste eines Schlosses und eines befestigten Dorfes in Puybresson sind als Inscrit Monument Historique geschützt. Der Bergfried umfasst vier Stockwerke, das Tor ist mit einem Spitzbogen versehen.
- Ruinen eines viereckigen Turmes und der Unterkünfte der Familie Castelet sind in Valnasque zu entdecken.
- Die Pfarrkirche Saint-André ist romanischen Ursprungs, wurde aber im 15. und 17. Jahrhundert erneuert und umgebaut. Von der ursprünglichen Architektur sind die romanische halbkugelförmige Apsis, das Tor mit Keilsteinbogen und das mit einem Kreuz geschmückte Tympanon.
- Der Dolmen de la Verrerie-Vieille liegt bei Tourrettes.